# Bernhard Nitsche
Bernhard Nitsche (* 1963 in Sulzburg) ist ein deutscher römisch-katholischer Theologe und Philosoph, Professor für Fundamentaltheologie und Religionsphilosophie an der Universität Münster.

## Leben
Nach dem Studium der Katholischen Theologie, Geschichte und Philosophie in Mainz und Wien und einer Ausbildung zum Pastoralassistenten in der Erzdiözese Freiburg war Nitsche von 1993 bis 2008 wissenschaftlicher Mitarbeiter und wissenschaftlicher Assistent am Lehrstuhl für Dogmatik und Dogmengeschichte in Tübingen (Bernd Jochen Hilberath). 2001 wurde er mit einer Arbeit über die transzendentale Vergewisserung der Christologie im Dialog mit Richard Schaeffler und Karl Rahner zum Dr. theol. promoviert. 2004 erfolgte die Promotion zum Dr. phil. mit einer transzendentalen Rekonstruktion der Möglichkeit des Gott-Denkens in der Spätmoderne. Er habilitierte sich (2006) mit einer Arbeit zur Trinitätstheologie, welche das christliche Gottdenken freiheitstheoretisch rekonstruiert und die interreligiösen Bezüge freilegt. Die Habilitationsschrift wurde in zwei Bänden – Gott und Freiheit (2008) bzw. Gott – Welt – Mensch (2008) publiziert.
2007 hatte Nitsche einen Unfall. Er überlebte diesen Unfall mit der Folge hoher Querschnittslähmung. Ungeachtet seiner physischen Einschränkungen konnte er seine Habilitationsschriften veröffentlichen und sich wieder aktiv in den theologisch-systematischen Diskurs einbinden.
Seit 2015 ist er Professor für Fundamentaltheologie und Religionsphilosophie am Fachbereich Katholische Theologie der Uni Münster. Im selben Jahr lehnte er einen Ruf nach Kassel ab.

## Arbeitsschwerpunkte
Zu den Arbeitsschwerpunkten von Bernhard Nitsche gehören die philosophische und theologische Anthropologie, die philosophische und trinitätstheologische Gotteslehre, das Gott-Denken in interreligiöser Perspektive sowie die Frage nach einem ganzheitlich-katholischen Denken. In interreligiöser Perspektive fragt er nach Familienähnlichkeiten und funktionale Entsprechungen zwischen den unterschiedlichen religiösen Vermittlungsvorstellungen von Transzendenz und Immanenz aus kulturell und theologisch differenten Systemen. Dazu treten grundlegende Reflexionen über die Möglichkeit, christlich von einer Erfahrung Gottes und einer Offenbarung Gottes zu sprechen.
Die Beschäftigung mit Jesus Christus als universale concretum in Auseinandersetzung mit Richard Schaeffler und Karl Rahner führt ihn zu einer universalgeschichtlichen Sicht von göttlicher Selbstmitteilung und Offenbarung sowie zu einer Rückbindung Jesu an das Judentum. Trinitätstheologisch beansprucht Nitsche eine freiheitstheoretische Reformulierung des Gedankens der innergöttlichen Communio, mit der er behauptet, die Alternative überwinden zu können, der zufolge das interpersonale Modell die substantiale Einheit nicht erreichen kann und die intrapersonale Analogie nicht in der Lage ist, das reale und bleibende Gegenüber der Hypostasen angemessen grundzulegen. Werden innergöttlich die Ursprungsbeziehungen, die Existenzbeziehungen, die Wesensbeziehungen und die Sendungsbeziehungen kann ökumenisch die Filioque-Kontroverse überwunden werden. Ekklesiologisch betont er die Sendung Berufung aller Christgläubigen, die in der Teilhabe aller Getauften am Priesteramt und Prophetenamt Jesu Christi im Zweiten Vatikanischen Konzil auch lehramtlich festgehalten wurde, weshalb die differentia specifica zwischen dem sacerdotium commune und dem sacerdotium ministeriale vom Konzil sachlich und semantisch durch die Unterscheidung zwischen dem allen gemeinsamem Priestertum (AA) und dem sakramental ordinierten Dienst des Presbyters vollzogen wird (OT).
Nitsche strebt in seiner theologischen Arbeit eine adäquate Vermittlung zwischen katholischer Tradition und dem Freiheitsdenken der Moderne sowie den pluralen religiösen Überlieferungen an. Weiterhin ist sein Denken von der sogenannten „Kommunikativen Theologie“ inspiriert, welche nach den impliziten Anliegen und Axiomen hinter den religiösen Aussagen fragt.
In seinem DFG-Projekt Gott oder Göttliches? hat er sich u. a. mit der Transformation religiöser Einstellungen in der posttraditionalen Moderne beschäftigt und in Kooperation mit Hermann-Josef Wagener ein Klassifikationssystem für religiös flach profilierte und popularisierte Spiritualitäten erarbeitet. Dem korrespondieren interreligiöse Recherchen zur Bestimmung göttlicher Transzendenz sowie historisch-systematische Studien zur Panentheismus Frage. Er plädiert bezüglich des Gott-Welt-Verhältnisses für eine konsequent chalkedonische Hermeneutik ohne Trennung und Vermischung, sowohl in der Christologie als auch in der Pneumatologie.
Den philosophischen Zugang des Menschen zum „Umgreifenden“ (Jaspers) oder zum „Ganzen“ (Gerhardt) der Wirklichkeit und seiner göttlichen Auslegung realisiert Nitsche vor allen Dingen mit Kant und dem Sinnbedürfnis praktischer Philosophie (Gerhardt, Krings, Rentsch) sowie in einer Auseinandersetzung mit Dieter Henrich durch die Bestimmung des Grundes im Bewusstsein. Gegenüber Henrich weist er darauf hin, dass der Grund geeignet sein muss, genetisch nicht nur die Dimensionen des Bewusstseins, sondern auch die Momente der Ich-Subjektivität und der transzendentalen Freiheit zu eröffnen.
Religionsphilosophisch arbeitet er an der Hypothese, dass der Weltbezug, Sozialbezug und Selbstbezug des Menschen die Grundlage dafür bildet, dass in unterschiedlichen religiösen Traditionen mundan-kosmomorphe, beziehungsbestimmt-soziomorphe und bewusstseinsbestimmt-noomorphe Register der Transzendenzvorstellung ausgebildet werden. Diese haben jeweils eine Nähe zu pantheistischen, relational-theistischen und panentheistischen Ausgestaltungen des Verhältnisses von göttlicher Transzendenz und weltlicher Immanenz.
In interreligiöser Perspektive sondiert er von daher komparativ„Familienähnlichkeiten“ (Wittgenstein) und „funktionale Äquivalente“ (Panikkar) zwischen den unterschiedlichen religiösen Vermittlungsvorstellungen von Transzendenz und Immanenz aus kulturell und theologisch differenten Systemen. Nitsche nimmt dabei Bezug auf buddhistische, hinduistische und muslimische Figuren. Umgekehrt regen ihn diese interreligiösen Bezüge dazu an, innerchristlich die Apophase des Vaters als ursprungslosen Ursprung der ganzen Gottheit und die sich zentrifugal in alles hinein differenzierende Allpräsenz des Geistes sowie die personale Konzentration in Jesus Christus besonders zu akzentuieren.

## Publikationen

### Monographien
- Frömmigkeit und Marktfrömmigkeit. Zur Sozioökonomie von Heilsökonomien. Berlin 2016.
- Glauben zwischen Trend und Milieu. Berlin 2015.
- Christologie. (Schöningh) Paderborn 2012.
- Gott – Welt – Mensch. Raimon Panikkars Denken – Paradigma für eine Systematische Theologie in interreligiöser Perspektive? (Beiträge zu einer Theologie der Religionen 6). (TVZ) Zürich 2008.
- Gott und Freiheit. Skizzen zur trinitarischen Gotteslehre (ratio fidei 34). (Pustet) Regensburg 2008.
- Endlichkeit und Freiheit. Studien zu einer transzendentalen Theologie im Kontext der Spätmoderne (Religion in der Moderne 8). (Echter) Würzburg 2003.
- Göttliche Universalität in konkreter Geschichte. Versuch einer transzendental-geschichtlichen Vergewisserung der Christologie in Auseinandersetzung mit Richard Schaeffler und Karl Rahner (Religion – Geschichte – Gesellschaft 22). (LIT) Münster u. a. 2001.

### Herausgeber- und Mitherausgeberschaften
- God or the Divine. Religious Transcendence beyond Monism and Theism, between Personality and Impersonality, Berlin-Boston 2023. Zusammen mit Marcus Schmücker.
- Gott zwischen Theismus und Panentheismus. Historisch-Systematische Skizzen zur Panentheismusfrage. Baden-Baden 2023.
- Problemfall Offenbarung. Grund – Konzepte – Erkennbarkeit. Unter redaktioneller Mitarbeit von Agnes Slunitscheck, Freiburg u. a. 2022. Zusammen mit Matthias Remenyi.
- Gott – Geist – Materie: Personsein im Spannungsfeld von Natur und Transzendenz. Pustet, Regensburg 2020.
- Dimensionen des Menschseins – Wege der Transzendenz? Paderborn 2018.
- Gott – jenseits von Apophatismus, Monismus und Atheismus? Paderborn 2015/2016. Zus. mit Klaus von Stosch, Muna Tatari.
- Kommunikation ist möglich. Theologische, ökumenische und interreligiöse Lernprozesse. Ostfildern 2013. Zus. mit Christine Büchner, Christine Jung, Lucia Scherzberg.
- Von der Communio zur Kommunikativen Theologie (FS Bernd J. Hilberath, KomTheolInt X). (LIT) Münster 2008.
- Gottesdenken in interreligiöser Perspektive. Raimon Panikkars Trinitätstheologie in der Diskussion. (Lembeck/Bonifatius) Frankfurt/M. – Paderborn 2005.
- Atem des sprechenden Gottes. Eine Einführung in die Lehre vom Heiligen Geist. (Pustet) Regensburg 2003. (Beiträge von Thomas Söding, Erwin Dirscherl, Bernhard Nitsche und Hans Kessler).
- Lexikon der theologischen Werke. Hg. v. Michael Eckardt, Eilert Herms, Eberhard Jüngel, Bernd Jochen Hilberath (Mitherausgeber). (Kröner) Stuttgart 2003.
- Ist Kirche planbar? Organisationsentwicklung und Theologie in Interaktion (Kommunikative Theologie 2). (Grünewald) Mainz 2002. Zus. mit Bernd J. Hilberath.